# جيسون بوث
جيسون بوث (بالإنجليزية: Jason Booth)‏ مواليد 7 نوفمبر 1977 في نوتنغهام، إنجلترا، هو ملاكم محترف بريطاني بدأ مسيرته الاحترافية سنة 2006.

## إحصائيات
خاض خلال مسيرته 53 نزالا، فاز في 38 ولم يتعادل وخسر في 15. فاز بالضربة القاضية في 15 نزالا.